# Außenhandelsquote
Die Außenhandelsquote (auch Offenheitsgrad; englisch foreign trade quota) ist in der Außenwirtschaftstheorie eine volkswirtschaftliche Kennzahl, die den Anteil der Summe von Exporten und Importen am Bruttoinlandsprodukt (BIP) eines Staates beschreibt.

## Allgemeines
In der Hypothese einer geschlossenen Volkswirtschaft wird das Wirtschaften der Wirtschaftssubjekte (Unternehmen, Privathaushalte und Staat) ohne Einbeziehung des Auslands untersucht. Eine Außenhandelsquote kann hier nicht vorkommen. Gegensatz ist die – in der Realität anzutreffende – offene Volkswirtschaft, die ohne Beschränkungen mit anderen Volkswirtschaften weltweit über Exporte, Importe und Transithandel in Geschäftsverbindung steht und damit die internationale ökonomische Verflechtung berücksichtigt. Bei ihr ist mit Hilfe der Außenhandelsquote zu untersuchen, wie intensiv die ökonomischen Beziehungen zum Ausland sind (Weltmarkteinbindung).
Der Begriff der Außenhandelsquote geht auf den kanadischen Ökonomen Ronald McKinnon zurück, der im Jahre 1963 optimale Währungsräume (englisch optimal currency areas) untersuchte. Er vernachlässigte bei seiner Arbeit jedoch Flächenstaaten (und unterstellte nur Kleinstaaten einen Offenheitsgrad), Inflationsübertragungen, die Unterscheidung zwischen handelbaren und nicht-handelbaren Gütern und eine Kosten-Nutzen-Analyse. Die Außenhandelsquote ergibt sich aus den Export- und Importaktivitäten eines Staats, so dass sie als Gegenteil zur Autarkie verstanden werden kann. Peter B. Kenen zeigte 1969 auf, dass bei einer hohen Diversifikation einer Volkswirtschaft hinsichtlich ihrer exportorientierten Branchenstruktur eine Abwertung der eigenen Währung nicht notwendig ist, weil Nachfrageeinbrüche in einer Branche durch andere Branchen aufgefangen werden.

## Alternative Definitionen
Eine alternative Definition beschreibt die Außenhandelsquote als „den Durchschnitt aus der Summe von Warenimporten und Warenexporten, gemessen als Anteil am BIP.“ Diese Definition bildet den Durchschnitt aus Importen und Exporten und setzt diesen ins Verhältnis zum BIP. Dies führt zwar zur gleichen Aussage, aber der Wert der Kennzahl ist ein anderer. Dadurch ist die Kennzahl erklärungsbedürftig und nicht sofort mit Auswertungen anderer Quellen vergleichbar. Die Kennzahl muss dann erst mit dem Faktor zwei multipliziert werden, um die Durchschnittsberechnung
{\displaystyle {\frac {\mathrm {Exporte} +\mathrm {Importe} }{\mathrm {2} }}}
wieder rückgängig zu machen. Des Weiteren werden in dieser Definition nur Waren berücksichtigt. Häufig werden auch Dienstleistungen mit in die Berechnung einbezogen.
Außerdem kann die Außenhandelsquote über die Addition von Export- und Importquote und deren Gegenüberstellung mit dem BIP ermittelt werden.
Dieser Artikel verwendet jedoch die gebräuchlichere Berechnung über den Außenhandelsumsatz.

## Berechnung
Exporte werden in der Außenhandelsquote erfasst, sobald sie durch den ausländischen Importeur bezahlt wurden, Importe entsprechend, wenn sie der inländische Importeur bezahlt hat. Dabei werden sowohl Zahlungen in Fremdwährung als auch in Inlandswährung berücksichtigt. Dagegen erfasst die Außenhandelsquote nicht die Exporte und Importe, bei denen ein Zahlungsziel vereinbart wurde. In der Außenhandelsquote wird nur der Waren- und Dienstleistungsverkehr berücksichtigt, während der internationale Kreditverkehr und der grenzüberschreitende Kapitalverkehr darin nicht enthalten sind. Die Außenhandelsquote reflektiert deshalb nicht alle ökonomischen Transaktionen eines Staates mit dem Ausland.
Unter diesen Voraussetzungen wird die Außenhandelsquote in der Regel als Prozentwert angegeben und verwendet die Währung des jeweiligen Landes zu laufenden Preisen (Nominalwerte). Zur Berechnung kann folgende Formel benutzt werden:
{\displaystyle \textstyle {\text{Außenhandelsquote}}={\frac {\text{Exporte + Importe}}{\text{Bruttoinlandsprodukt}}}}
Die Außenhandelsquote steigt, sobald die Exporte und/oder Importe bei konstantem BIP zunehmen und umgekehrt. Dabei ist zu berücksichtigen, dass im BIP zwar die Exporte, nicht jedoch die Importe enthalten sind.

## Volkswirtschaftliche Aspekte
Die Außenhandelsquote eignet sich für die Darstellung des Ausmaßes der ökonomischen Interdependenzen zwischen Staaten. Interdependenzen bestehen vor allem zwischen den großen Industriestaaten. Die ökonomische Verwundbarkeit von Kleinstaaten resultiert vor allem aus der vergleichsweise hohen Außenhandelsquote, die diese Staaten aufweisen. Ihnen fehlt es entweder an Produktionskapazitäten zur Abdeckung der Inlandsnachfrage oder an Produktionseffizienz wegen fehlender Skaleneffekte. Kleinstaaten sind deshalb oft importlastig und weisen eine um 54 % höhere Außenhandelsquote auf als Flächenstaaten.
Eine hohe Außenhandelsquote ist jedoch kein Indikator für die Unterentwicklung oder den hohen Offenheitsgrad eines Landes, sondern ist meist auf geringe Staatsgröße und Bevölkerungszahl, knappe natürliche Ressourcen oder die Größe des Binnenmarkts zurückzuführen. Ein exportorientierter Staat muss bei flexiblen Wechselkursen mit Aufwertungstendenzen rechnen, was eine inflationäre Entwicklung zur Folge hat. Die hierdurch gefährdete Preisstabilität ist umso anfälliger, je mehr die Außenhandelsquote zunimmt. Zudem hängt die Höhe der Außenhandelsquote auch von der geographischen Lage und damit der Entfernung zu wichtigen Märkten ab, denn eine große Entfernung kann hemmend auf den Handel wirken und reduziert die Quote tendenziell.

## Hohe Quoten in Einzelfällen
In einzelnen Fällen kann die Außenhandelsquote das BIP auch übersteigen, so dass Quoten von über 100 % möglich sind. Da das BIP nur die Wertschöpfung im Inland erfasst, kann es vorkommen, dass kleine Länder mehr exportieren als im Land produziert wird und/oder mehr importieren als im Land verbraucht wird. Dies entsteht durch den Import von Zwischen- und Vorprodukten. Diese werden dann im Land weiterverarbeitet und abzüglich des inländischen Konsums wieder exportiert.

## Außenhandelsquoten international
Über 100 % liegende Außenhandelsquoten von Kleinstaaten werden statistisch verifiziert. In Deutschland lag die Außenhandelsquote im Jahre 1970 bei 19,1 % und damit auf dem Niveau der USA. Die wirtschaftlichen Verflechtungen zum Ausland waren zu jener Zeit noch relativ gering. Deutschland wies 1991 bereits eine Außenhandelsquote von 42,4 % auf, sie sank in der Folge der Wiedervereinigung auf einen Tiefstand von 34,9 % (1993), um seitdem kontinuierlich anzusteigen. Im Jahre 1999 erreichte sie 46,2 %, ihr Höchststand lag 2011 bei 72,6 %, 2015 erreichte sie 70,9 %. Dieses Niveau zeigt die intensive internationale Verflechtung, die Deutschland den Ruf als Exportweltmeister eingebracht hat. Allerdings ist hierbei auch der absolute Wert der Exporte und Importe von Bedeutung, der bei Kleinstaaten deutlich geringer ausfällt. In der Außenhandelsquote führte international im Jahre 2014 Singapur mit 253,3 %, gefolgt von Belgien (174,2 %), den Niederlanden (92,6 %), Schweiz (83,6 %), Deutschland (69,8 %), Dänemark und Island (60,7 %), Kanada (52,5 %), Spanien (49,4 %), Frankreich (44,4 %), China (41,2 %), Österreich (40,8 %), Großbritannien (39,9 %), Russland (38,7 %) oder USA (23,2 %).

## Abgrenzungen
Der Außenbeitrag ist die Summe der Netto-Exporte, die Exportquote berücksichtigt nur die Exporte, die Importquote entsprechend nur die Importe im Verhältnis zum Bruttoinlandsprodukt.
Die Außenhandelsquote ist nicht zu verwechseln mit den häufig auch als Quote bezeichneten Handelsbeschränkungen in Form von erlaubten Kontingenten. So wird ein Einfuhrkontingent auch als Importquote und eine freiwillige Exportbeschränkung als Exportquote bezeichnet. Diese Begriffe beschreiben Maßnahmen von Staaten, die durch eine Beschränkung der Importe oder Exporte die inländischen Produzenten gegen ausländische Konkurrenz schützen sollen bzw. Konflikte mit anderen Staaten durch hohe Exporte vermeiden sollen.
Der Begriff „Außenhandelsgeschäftsquote“ meint den Anteil von Exporten und Importen eines einzelnen Unternehmens am Umsatz dieses Unternehmens.

## Aussagekraft
Die mit der Außenhandelsquote ausgedrückte Kennziffer gibt einen Eindruck der internationalen Handelsverflechtungen. Jedoch ist sie kein verlässlicher Indikator für die Offenheit einer Volkswirtschaft. Ob ein Land dem internationalen Wettbewerb stark ausgesetzt ist, lässt sich besser an dem Anteil von „handelbaren Gütern“, d. h. Nicht-Immobilien und bestimmten Dienstleistungen (etwa Friseurdienstleistungen), am BIP messen.